# Klostermühle (Thedinga)
Klostermühle ist ein Wohnplatz mit wenigen Häusern am äußersten nördlichen Rand der Stadt Leer. Er liegt an der Bahnlinie Leer–Emden, der B70, an der Zufahrt zum Flugplatz Leer-Papenburg und gehört zum Stadtteil Nüttermoor der Stadt Leer. Hier befindet sich die Druckerhöhungsanlage Nüttermoor, die die Wasserversorgung im Landkreis Leer mit sicherstellt.

## Geschichte
Die Ansiedlung wurde 1823 zunächst als „Thedingaer Mühle“ urkundlich erfasst. Seit 1871 ist die heute gültige Bezeichnung „Klostermühle“ geläufig. Dort befand sich möglicherweise seit dem Mittelalter eine Mühle. Diese gehörte einst zum Benedektinerkloster „Thedinga“. Der Vorgänger des heutigen Bauwerks wurde möglicherweise bereits im 15. Jahrhundert erbaut, da zu der Zeit auch an anderen Orten in Ostfriesland Mühlen erbaut wurden. Der erhaltene untere Teil der letzten Mühle, der steinerne Achtkant, stammt allerdings von einem 1881 neu erbauten Galerieholländer. Ursprünglich handelte es sich wahrscheinlich um eine Bockwindmühle, ein Mühlentyp, der in Deutschland seit dem 12. Jahrhundert bekannt ist. Im Jahr 1743 wurde an gleicher Stelle eine neue Roggenmühle und Peldemühle erbaut. Es wird sich dabei um eine Erdholländermühle, noch ohne Galerie, gehandelt haben. Die  Mühle von 1881 brannte in der Nacht vom 10. auf den 11. März 1947 vollständig nieder. Als Brandursache wurde ein Kurzschluss vermutet. Die mächtige Windmühle wurde danach nicht mehr neu aufgebaut. Lediglich der umgebaute achteckige Mühlenstumpf bis zur Galerie blieb erhalten und wurde überdacht. In diesem massiven Mühlenunterbau wurde dann später, über Jahrzehnte hinweg, eine Gaststätte betrieben, während der Rest des ehemaligen Mühlen-Hofgebäudes als Tischlerei diente. Heute wird der Mühlenstumpf als Wohngebäude genutzt.